# 혼다 마사노리 (1681년)
혼다 마사노리(일본어: 本多正矩)는 에도 시대 중기의 다이묘이다. 고즈케 누마타번 제3대 번주, 스루가 다나카번 초대 번주를 지냈다. 혼다 가 마사시게 계 제6대 당주. 하타모토 혼다 마사카타(本多正方, 누마타 번 초대 번주 혼다 마사나가의 동생)의 장남이다.
| 전임 혼다 마사타케 | 제3대 누마타번 번주 (혼다 산야사에몬가) 1721년 ~ 1730년 | 후임 구로다 나오쿠니 |

| 전임 도키 요리토시 | 제1대 다나카번 번주 (혼다 산야사에몬가) 1730년 ~ 1735년 | 후임 혼다 마사요시 |